# Juan Escarré
Juan Escarré Urueña (Alicante, 26 de fevereiro de 1969) é ex-jogador e atual treinador da Seleção Espanhola Sub-21 de Hóquei sobre a grama.
Sua vida do clube foi o Clube Atlético São Vicente (Club Atlético San Vicente de San Vicente del Raspeig), embora ele jogou no FC Barcelona, CD Terrassa e Complutense, além de jogar nos campeonatos do Egipto, Alemanha, Inglaterra ou a Índia. Escarré defendeu a camisa espanhola em 256 jogos. Tem duas medalhas de prata: Jogos Olímpicos de Atlanta em 1996, e Mundial de Utrecht em 1998. Ele tem três medalhas de ouro: Champions Challenge realizada em Joanesburgo em 2003, Champions Trophy em Lahore em 2004 e o Europeu de Leipzig em 2005.